# 萨尔图-杜雅库里
萨尔图-杜雅库里是巴西南大河州的一个市镇。总面积519.197平方公里，总人口12154人，人口密度23.4人/平方公里。